# 达尼埃尔·默斯特坎
达尼埃尔·默斯特坎（羅馬尼亞語：Daniel Măstăcan，1980年9月7日—），罗马尼亚男子赛艇运动员。他曾代表罗马尼亚参加世界赛艇锦标赛，获得一枚金牌和一枚银牌。他也曾参加2004年夏季奥运会。